# Хајланд (Вашингтон)
Хајланд (енгл. Highland) град је у америчкој савезној држави Вашингтон.

## Демографија
По попису из 2000. године број становника је 3.388.
| Група             | 2000.         | 2010.    |
| Белци             | 3.038 (89,7%) | 0 (0,0%) |
| Афроамериканци    | 9 (0,3%)      | 0 (0,0%) |
| Азијати           | 23 (0,7%)     | 0 (0,0%) |
| Хиспаноамериканци | 255 (7,5%)    | 0 (0,0%) |
| Укупно            | 3.388         | 0        |